# Storhällen, Kyrkslätt
Storhällen är en ö i Finland. Den ligger i Finska viken och i kommunen Kyrkslätt i den ekonomiska regionen  Helsingfors i landskapet Nyland, i den södra delen av landet. Ön ligger omkring 28 kilometer sydväst om Helsingfors.  Den ligger på ön Lillhällen.
Öns area är 3,2 hektar och dess största längd är 340 meter i sydväst-nordöstlig riktning. Närmaste större samhälle är Kyrkslätt, 17,3 km nordväst om Storhällen.